# Locomotiva articulada
As locomotivas articuladas geralmente se referem as locomotivas a vapor, com uma ou mais unidades motoras que podem se mover independentes do frame da locomotiva. Eram bastante usadas em locomotivas longas assim possibilitando fazer curvas acentuadas, e em linhas com muitas curvas como as industriais, as linhas montanhosas e as de transporte de madeira.

## Uso
As locomotivas articuladas são usadas em vários países, mas são mais populares onde existe bitola estreita na Europa e nos Estados Unidos, onde a Union Pacific Big Boy 4-8-8-4 e a Allegheny H-8 2-6-6-6 foram as mais longas locomotivas construídas.
Muitos arranjos diferentes foram feitos ao longo dos anos. Dos quais a Mallet que foi muito popular e a Garratt muito construída no Reino Unido, e outros vários tipos posteriormente usados para transporte de toras, mineração e industrias.

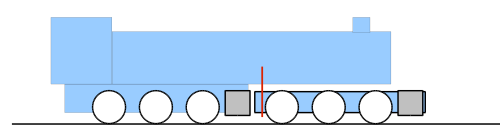
Exemplo de como é uma locomotiva com articulação Mallet.

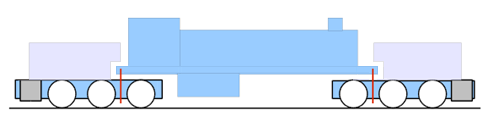
Exemplo de como é uma locomotiva com articulação Garratt.

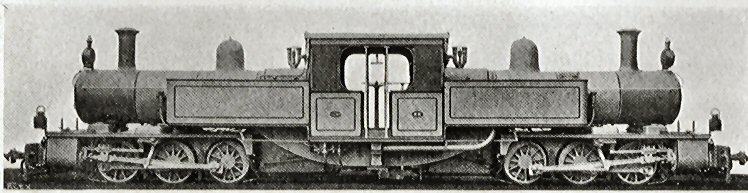
Locomotiva com articulação Fairlie da Vulcan Foundry Co.

## Tipos de locomotivas a vapor articuladas
Maiores tipos de locomotivas articuladas
- A Fairlie, possui dois truques motrizes sob a dupla caldeira, há também uma variante que possui uma simples caldeira mas com dois truques um motriz e outro sem motricidade (conhecida como Manson Bogie nos Estados Unidos).
- A Garratt, possui uma unidade motora em cada uma das extremidades que levam carvão e água, e a caldeira entre as unidades motoras.
- A Mallet, possui um motor fixo na parte traseira da locomotiva e um truque motorizado e articulado na frente.
- A Meyer, possui dois truques motores articulados embaixo da caldeira.

## Articuladas Simples
As locomotivas a vapor de articulação simples possuem duas configurações com cilindros de mesmo tamanho. Exemplos de articuladas simples: Big Boy, Challenger, Allegheny, Classe A, Classe Y, etc.

## Articuladas Compostas
São as locomotivas a vapor similares a Mallet. Exemplos de locomotivas articuladas compostas: Classe A, Classe Y, "Old Maude", Classe Z, Erie Triplex, Virginian Triplex, etc.
Tipos com engrenagens
Existem vários tipos de locomotivas a vapor com articulação e engrenagens redutoras, incluem nestes tipos:
- A Locomotiva Climax
- A Locomotiva Heisler
- A Locomotiva Shay

Outros Tipos
- Locomotiva du Bousquet
- Locomotiva Engerth
- Locomotiva Goelsdorf
- Locomotiva Golwé
- Locomotiva Hagans, tal como a Prussian T 13
- Locomotiva Klein-Linder

## Locomotivas Articuladas Elétricas
Existem várias classes de locomotivas elétricas articuladas de geralmente dois tipos:
- Três seções similares a Garratt que é composta por truques motrizes na frente e atrás. Exemplos:
  - Milwaukee Road class EP-2 "Bipolar"
  - SBB Ce 6/8 II
  - DRG E 94
- Duas seções com ligação de um truque central ou Bogie Jakobs.
  - FS Class E.656
  - NZR EW Class